# Microdebilissa atricornis
Microdebilissa atricornis là một loài bọ cánh cứng trong họ Cerambycidae.